# Vyacheslav Savlev
Vyacheslav Savlev est un ancien bobeur soviétique qui a concouru au milieu des années 1980.
Il est surtout connu pour avoir terminé deuxième de l'épreuve à deux lors de la saison 1985-1986 de la Coupe du monde de bobsleigh.